# ZNF7
ZNF7‏ (Zinc finger protein 7) هوَ بروتين يُشَفر بواسطة جين ZNF7 في الإنسان.

## التفاعل
لقد ثبت أن ZNF7 يتفاعل مع بروتين الريبوسوم L7.